# Gornja Obreška
Gornja Obreška falu Horvátországban Zágráb megyében. Közigazgatásilag Kloštar Ivanićhoz tartozik.

## Fekvése
Zágrábtól 40 km-re keletre, községközpontjától 6 km-re északkeletre a megye keleti részén fekszik.

## Története
A település a kloštar ivanići Nagyboldogasszony plébániához tartozott.
1857-ben 200, 1910-ben 227 lakosa volt. Trianonig Belovár-Kőrös vármegye Križi járásához tartozott. A településnek 2001-ben 106 lakosa volt.

## Lakosság
| Lakosság változása | Lakosság változása | Lakosság változása | Lakosság változása | Lakosság változása | Lakosság változása | Lakosság változása | Lakosság változása | Lakosság változása | Lakosság változása | Lakosság változása | Lakosság változása | Lakosság változása | Lakosság változása | Lakosság változása |
| ------------------ | ------------------ | ------------------ | ------------------ | ------------------ | ------------------ | ------------------ | ------------------ | ------------------ | ------------------ | ------------------ | ------------------ | ------------------ | ------------------ | ------------------ |
| 1857               | 1869               | 1880               | 1890               | 1900               | 1910               | 1921               | 1931               | 1948               | 1953               | 1961               | 1971               | 1981               | 1991               | 2001               |
| 200                | 0                  | 0                  | 218                | 238                | 227                | 211                | 224                | 212                | 192                | 187                | 140                | 115                | 86                 | 106                |

## Nevezetességei
- A Lorettói Szűzanya tiszteletére szentelt kápolnája 1844-ben épült. 2007-ben bővítették és megújították.
- Gornja és Donja Obreška között egy Szent György képoszlop áll azon a helyen, ahol 1565. szeptember 10-én Erdődy Péter horvát bán serege legyőzte a vidékre támadó török sereget.

## Külső hivatkozások
- Hivatalos oldal
- A Nagyboldogasszony plébánia honlapja